# Nguyen Dang Kanh
Nguyen Dang Kanh (2 de septiembre de 1968) es un deportista vietnamita que compitió en taekwondo. Ganó una medalla de bronce en el Campeonato Asiático de Taekwondo de 1994, en la categoría de –76 kg.

## Palmarés internacional
| Campeonato Asiático | Campeonato Asiático | Campeonato Asiático | Campeonato Asiático |
| Año                 | Lugar               | Medalla             | Categoría           |
| ------------------- | ------------------- | ------------------- | ------------------- |
| 1994                | Manila (Filipinas)  | Medalla de bronce   | –76 kg              |